# Лига чемпионов УЕФА по мини-футболу
Лига чемпионов УЕФА по мини-футболу (англ. UEFA Futsal Champions League) — ежегодный турнир, определяющий сильнейший клуб Европы по мини-футболу. Проводится под эгидой УЕФА, начиная с сезона 2001/2002, когда он пришёл на смену Турниру Европейских Чемпионов по мини-футболу. Является главным и единственным клубным турниром УЕФА по этому виду спорта. До сезона 2018/2019 турнир назывался Кубком УЕФА по мини-футболу (англ. UEFA Futsal Cup).

## История и формат турнира

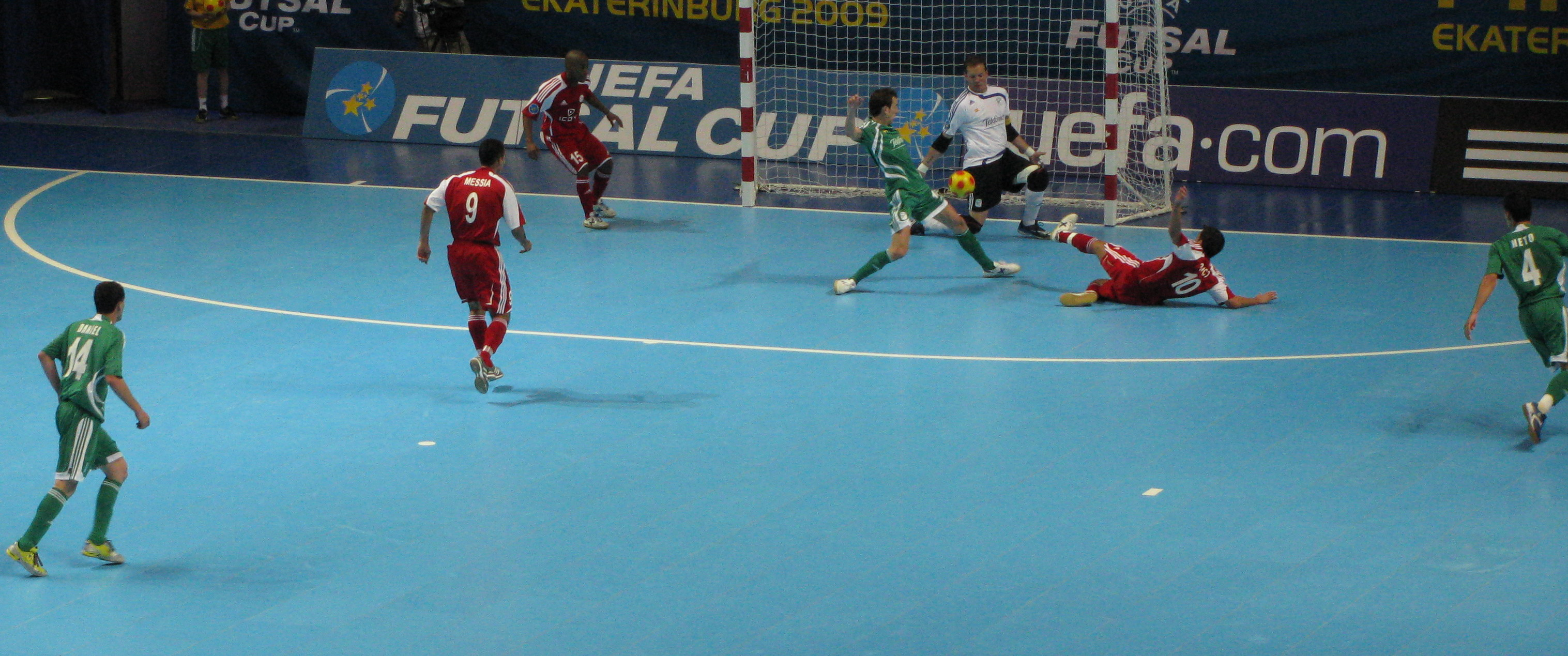
Полуфинальный матч Кубка УЕФА между «Кайратом» и «Бумеранг Интервью» (Екатеринбург, ДИВС, 24.04.2009)

Первый трофей был разыгран в сезоне 2001/02 в Лиссабоне. Тогда в отборочном раунде соперничало 27 чемпионов своих стран, а в финальной части приняло участие восемь команд, разделённых на две группы. В финальном поединке сошлись победители этих групп: испанский «Плайас де Кастельон» и бельгийский «Аксьон 21». Победа со счётом 5:1 позволила испанцам стать первыми победителями турнира. В сезоне 2002/03 в первом отборочном раунде участвовали 30 команд. Они были поделены на восемь групп, победители которых выходили во второй отборочный раунд. В этом раунде определились финалисты, и вновь это «Плайас де Кастельон» и «Аксьон 21». На этот раз победителя определяли два матча, но это не помешало испанцам повторить прошлогодний триумф. В сезоне 2003/04 появился предварительный раунд. Его победители квалифицировались в отборочный раунд, количество участников которого стало равно 32, что позволило поделить их на восемь равных групп. В остальном формат турнира не претерпел изменений. Победу тогда в третий раз подряд праздновали испанцы: «Бумеранг Интервью» одолел португальскую «Бенфику» с общим счетом 7:5.
В сезоне 2004/05 покончить с гегемонией испанских клубов удалось «Аксьону 21», ранее уже два раза проигрывавшему в финале. На этот раз бельгийский клуб праздновал победу, в дополнительное время одолев московское «Динамо» с общим счетом 10:9. Формат следующего турнира претерпел некоторые изменения: теперь из двух групп второго отборочного раунда выходили уже по две команды. После этого полуфиналы и финал двумя матчами последовательно выявляли финалистов и обладателя Кубка. Лучшим клубом Европы в том году стал «Бумеранг Интервью», обыгравший «Динамо» с общим счетом 9:7.
В сезоне 2006/2007 формат турнира приобрёл современный вид. В зависимости от уровня чемпионата, команды вступали в борьбу за трофей с предварительного или основного раунда, где разыгрывались путёвки в элитный раунд. Попасть в него можно было и напрямую, но право на это получили только четыре клуба, которые впоследствии и победили своих группах, выйдя в «Финал Четырёх». В 2007 году победителем впервые стал российский клуб: «Динамо» взял реванш у «Бумеранг Интервью», обыграв его со счётом 2:1. Победители всех противостояний Финала Четырёх отныне определялись посредством одного матча.
В сезоне 2007/08 в турнире участвовало уже 44 команды. И снова победителем стал российский клуб: екатеринбургскому «ВИЗ-Синаре» удалось в серии пенальти обыграть испанский «Эль-Посо», после того как основное и дополнительное время закончилось со счётом 4:4. Впервые кубок был завоёван дебютантом турнира.
В сезоне, окончившемся триумфом екатеринбургской команды, «Бумеранг Интервью» впервые с 2001 года не представлял страну на европейской арене. Изголодавшись по международным победам, игроки испанского клуба смели со своего пути всех соперников в сезоне 2008\09, победив во всех пяти матчах с общим счётом 27:4. В финале со счётом 5:1 был повержен действующий обладатель трофея «ВИЗ-Синара».
Сезон 2009/10 был полон неожиданностей. В отличие от предыдущего сезона, когда во всех четырёх группах Элитного раунда победу одержали команды с более высоким рейтингом, в этом сезоне сразу три фаворита не сумели пройти в следующую стадию, таким образом впервые после введения «Финала Четырёх» в четвёрку сильнейших попали команды Италии («Лупаренсе»), Португалии («Бенфика») и Азербайджана («Араз»). В финале сошлись «Бенфика» и титулованный испанский «Интер Мовистар», где вопреки прогнозам удалось победить португальцам.
Сезон 2010/11 также был наполнен сенсациями. Впервые в истории в полуфинал турнира не пробилась ни одна испанская команда. Зато пробилось сразу две португальских — «Бенфика» и «Спортинг». Но победу в турнире одержал не кто-то из них, а итальянский клуб «Монтезильвано», поочерёдно одолевший оба португальских клубах. В 2013 году впервые в своей истории трофей выиграл казахстанский «Кайрат», в 2015 ему удалось повторить успех, в 2016 Кубок завоевал дебютант турнира «Газпром-Югра» (Россия), повторив достижение «ВИЗ-Синары». В 2017 и 2018 годах «Интер Мовистар» (Испания) победил в 4-й и 5-й разы соответственно, продолжая оставаться самым успешным клубом в истории турнира.
Начиная с сезона 2018/2019, турнир называется Лигой чемпионов по мини-футболу.

## Финалы
| Лига чемпионов УЕФА по мини-футболу                                      |                    |                     |                |                   |                               |                               |                               |
| Сезон                                                                    | Место              | Победитель          | Счёт           | Финалист          | 3-е место                     | 4-е место                     |                               |
| 2024/25                                                                  | Ле-Ман             | Пальма Футзал       | 9:4            | Кайрат            | Картахена                     | Спортинг                      |                               |
| 2023/24                                                                  | Ереван             | Пальма Футзал       | 5:1            | Барселона         | Бенфика                       | Спортинг                      |                               |
| 2022/23                                                                  | Пальма             | Пальма Футзал       | 1:1 (пен. 5:3) | Спортинг          | Бенфика                       | Андерлехт                     |                               |
| 2021/22                                                                  | Рига               | Барселона           | 4:0            | Спортинг          | Бенфика                       | Аньер Вилльнёв                |                               |
| 2020/21                                                                  | Задар              | Спортинг            | 4:3            | Барселона         | Кайрат                        | Интер Мовистар                |                               |
| 2019/20                                                                  | Барселона          | Барселона           | 2:1            | Эль-Посо          | КПРФ                          | Тюмень                        |                               |
| 2018/19                                                                  | Алма-Ата           | Спортинг            | 2:1            | Кайрат            | Барселона                     | Интер Мовистар                |                               |
| Кубок УЕФА по мини-футболу (с «Финалом Четырёх»)                         |                    |                     |                |                   |                               |                               |                               |
| Сезон                                                                    | Место              | Победитель          | Счёт           | Финалист          | 3-е место                     | 4-е место                     |                               |
| 2017/18                                                                  | Сарагоса           | Интер Мовистар      | 5:2            | Спортинг          | Барселона                     | Дьор                          |                               |
| 2016/17                                                                  | Алма-Ата           | Интер Мовистар      | 7:0            | Спортинг          | Кайрат                        | Газпром-Югра                  |                               |
| 2015/16                                                                  | Гвадалахара        | Газпром-Югра        | 4:3            | Интер Мовистар    | Бенфика                       | Пескара                       |                               |
| 2014/15                                                                  | Лиссабон           | Кайрат              | 3:2            | Барселона         | Спортинг                      | Дина Москва                   |                               |
| 2013/14                                                                  | Баку               | Барселона           | 5:2 ОТ         | Динамо Москва     | Араз                          | Кайрат                        |                               |
| 2012/13                                                                  | Тбилиси            | Кайрат              | 4:3            | Динамо Москва     | Барселона                     | Иберия                        |                               |
| 2011/12                                                                  | Лерида             | Барселона           | 3:1            | Динамо Москва     | Марка Футзал                  | Спортинг                      |                               |
| 2010/11                                                                  | Алма-Ата           | Монтезильвано       | 5:2            | Спортинг          | Кайрат                        | Бенфика                       |                               |
| 2009/10                                                                  | Лиссабон           | Бенфика             | 3:2 ОТ         | Интер Мовистар    | Араз                          | Лупаренсе                     |                               |
| 2008/09                                                                  | Екатеринбург       | Бумеранг Интервью   | 5:1            | ВИЗ-Синара        | Кайрат                        | Динамо Москва                 |                               |
| 2007/08                                                                  | Москва             | ВИЗ-Синара          | 4:4 пен. 3:2   | Эль-Посо          | Динамо Москва                 | Кайрат                        |                               |
| 2006/07                                                                  | Мурсия             | Динамо Москва       | 2:1            | Бумеранг Интервью | Эль-Посо                      | Аксьон 21                     |                               |
| Кубок УЕФА по мини-футболу (с финальным турниром или 2-матчевым финалом) |                    |                     |                |                   |                               |                               |                               |
| Сезон                                                                    | Место              | Победитель          | Счёт           | Финалист          | Полуфиналисты                 | Полуфиналисты                 | Полуфиналисты                 |
| 2005/06                                                                  | Алькала Москва     | Бумеранг Интервью   | 6:3 3:4        | Динамо Москва     | Кайрат Шахтёр                 | Кайрат Шахтёр                 | Кайрат Шахтёр                 |
| 2004/05                                                                  | Шарлеруа Москва    | Аксьон 21           | 4:3 6:6 ОТ     | Динамо Москва     | Бумеранг Интервью Эль-Посо    | Бумеранг Интервью Эль-Посо    | Бумеранг Интервью Эль-Посо    |
| 2003/04                                                                  | Торрехон Лиссабон  | Бумеранг Интервью   | 4:1 3:4        | Бенфика           | Плайас де Кастельон Аксьон 21 | Плайас де Кастельон Аксьон 21 | Плайас де Кастельон Аксьон 21 |
| 2002/03                                                                  | Кастельон Шарлеруа | Плайас де Кастельон | 1:1 6:4        | Аксьон 21         | Бумеранг Интервью Прато       | Бумеранг Интервью Прато       | Бумеранг Интервью Прато       |
| 2001/02                                                                  | Лиссабон           | Плайас де Кастельон | 5:1            | Аксьон 21         | Спортинг МНК Сплит            | Спортинг МНК Сплит            | Спортинг МНК Сплит            |

## Титулы по странам
| Страна     | Побед | Финалов | Победившие клубы                                                              |
| ---------- | ----- | ------- | ----------------------------------------------------------------------------- |
| Испания    | 14    | 8       | Интер Мовистар (5), Барселона (4), Пальма Футзал (3), Плайас де Кастельон (2) |
| Россия     | 3     | 6       | Динамо Москва (1), ВИЗ-Синара (1), Газпром-Югра (1)                           |
| Португалия | 3     | 6       | Спортинг (2), Бенфика (1)                                                     |
| Казахстан  | 2     | 2       | Кайрат (2)                                                                    |
| Бельгия    | 1     | 2       | Аксьон 21 (1)                                                                 |
| Италия     | 1     | 0       | Монтезильвано (1)                                                             |

## Медали (2001-2025)
| Место          | Страна         | Золото | Серебро | Бронза | Всего |
| -------------- | -------------- | ------ | ------- | ------ | ----- |
| 1              | Испания        | 14     | 8       | 10     | 32    |
| 2              | Португалия     | 3      | 6       | 6      | 15    |
| 3              | Россия         | 3      | 6       | 2      | 11    |
| 4              | Казахстан      | 2      | 2       | 5      | 9     |
| 5              | Бельгия        | 1      | 2       | 1      | 4     |
| 6              | Италия         | 1      | 0       | 2      | 3     |
| 7              | Азербайджан    | 0      | 0       | 2      | 2     |
| 8              | Украина        | 0      | 0       | 1      | 1     |
| 8              | Хорватия       | 0      | 0       | 1      | 1     |
| Всего стран: 9 | Всего стран: 9 | 24     | 24      | 30     | 78    |

Примечание: Полуфинальное выступление считалось долей бронзы.